# Martín Cárdenas Hermosa
Martín Cárdenas Hermosa, född den 12 november 1899, död den 14 februari 1973, var en boliviansk botaniker.
Cárdenas mötte i ungdomen den svenske botanikern Erik Asplund, som blev hans mentor. Han gjorde en del upptäckter bland växter, speciellt inom familjen kaktusar och vild potatis. 
Auktorsnamnet Cárdenas kan användas för Martín Cárdenas Hermosa i samband med ett vetenskapligt namn inom botaniken; se Wikipediaartiklar som länkar till auktorsnamnet.